# 罗尔夫·贝特霍尔德
罗尔夫·贝特霍尔德（德語：Rolf Berthold，1938年8月4日—2018年12月3日），德国外交官，曾任东德驻华大使等职务。他亦是六四事件的目击者。